# Bryum mucronatum
Bryum mucronatum är en bladmossart som beskrevs av Mitten in J. D. Hooker 1867. Bryum mucronatum ingår i släktet bryummossor, och familjen Bryaceae. Inga underarter finns listade i Catalogue of Life.